# Geografia Kataru

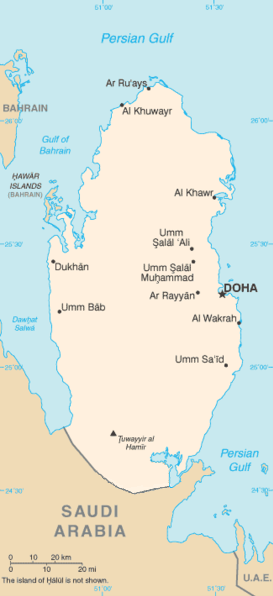
Mapa Kataru

Katar jest jednym z najmniejszych państw Azji. Ten suchy pustynny kraj leży w Południowo-Zachodniej Azji i jest zdominowany przez religię muzułmańską. Półwysep Katar jako jeden z pierwszych został zislamizowany w VII w. ne. Katar na świecie słynie przede wszystkim ze znanej na całym świecie telewizji informacyjnej Al-Dżazira, która jako jedyna na świecie może przeprowadzać wywiady z bojownikami talibskimi z Afganistanu. Katar niegdyś był ubogim krajem, gdzie znajdowały się osady rybackie, dziś jest to jeden z najbogatszych krajów świata.

## Powierzchnia, położenie i granice
Powierzchnia – 11 586 km²
Położenie – Katar, leży w Azji Południowo-Zachodniej, na obszarze Półwyspu Arabskiego, nad wodami Zatoki Perskiej. Zalicza się do krajów należących do Bliskiego Wschodu.
Centralny punkt – 25°N i 51°E Państwo kształtem zbliżone do elipsy, ma długość około 170 km, a szerokość około 85 km.
Katar posiada granicę lądową jedynie z Arabią Saudyjską (o długości 60 km).
Poprzez wody terytorialne od zachodu graniczy także z Bahrajnem, a od północy z Iranem. Linia brzegowa liczy 563 km.

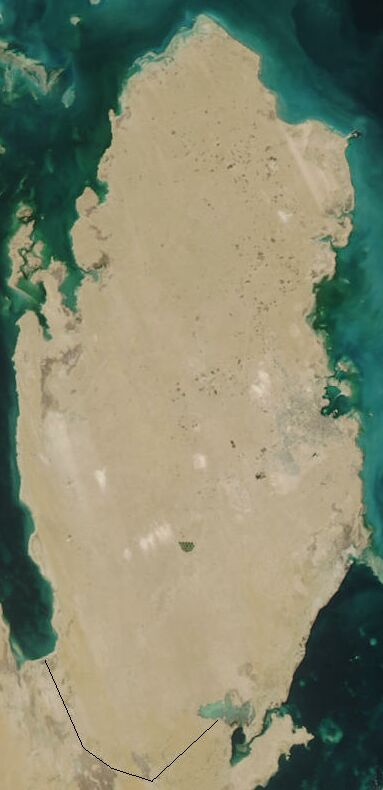
Katar widziany z kosmosu

## Budowa geologiczna i rzeźba
Katar jest lądową częścią Półwyspu Arabskiego, a co za tym idzie należy do geologicznego obszaru tarczy arabskiej i ma podobną budowę co Arabia Saudyjska. Półwysep Katar spoczywa na prekambryjskim podłożu, na którym znajdują się młodsze osady pochodzące z oligocenu i eocenu. Składają się na nie piaskowce i wapienie. Zasadniczo Katar jest krajem nizinnym, a jego powierzchnia jest płaska i równinna. Jedynie przy zachodnim wybrzeżu teren lekko się wznosi do około 100 m n.p.m. Przeciętna wysokości nad poziomem morza Kataru wynosi około 50 m n.p.m. Najwyższe wzniesienie kraju to Kurajn Abu al-Baul o wysokości 103 m n.p.m. Linia brzegowa kraju jest dobrze rozwinięta, a wzdłuż wybrzeży położone są liczne małe wyspy i rafy koralowe. Większość kraju zajmuje pustynia piaszczysta, a w centrum kraju pustynia żwirowo-kamienista.

## Klimat
Katar położony jest w strefie klimatu zwrotnikowego o wybitnie suchej odmianie. Charakterystyczną cechą klimatu są wysokie temperatury i niskie opady. Średnia opadowa waha się od 80 do 100 mm rocznie. Maksimum opadowe przypada na okres od grudnia do lutego i ma postać krótkich gwałtownych ulew charakterystycznych dla klimatu pustyń. W okresie wiosenno-letnim opady praktycznie nie występują. Obecność wód Zatoki Perskiej ma znikomy wpływ na klimat.
Fakt istnienia akwenu Zatoki Perskiej przejawia się nieznacznie tylko w temperaturach. Oznacza to tylko to, że w Katarze nie występują tak gwałtowne spadki temperatur nocą, jak to zwykle dzieje się na pustyniach. Mimo to klimat ma cechy kontynentalne. Zimy są stosunkowo chłodne, gdzie średnia temperatura wynosi około 17 °C, przy czym w nocy obniża się do około 0 °C. Miesiące letnie są bardzo gorące. średnia temperatura osiąga 40°, osiągając niekiedy 50 °C. Cechą klimatu Kataru jest niska względna wilgotność powietrza, oraz występujące wiosną burze piaskowe.

## Wody
W kraju nie ma sieci rzecznej, a suche doliny rzeczne wadi są niewielkie. Największą z nich jest Wadi Maszrib na wschodzie kraju, która wypełnia się wodą tylko na krótki czas w czasie zimowych deszczy. Kraj jest całkowicie pozbawiony powierzchniowych zasobów wodnych. Na południu i na południowym zachodzie znajdują się słone bagna. Wody podziemne są w większości zasolone. Głównym źródłem
wody w kraju są odsalarnie wody morskiej, istniejące dzięki dużym złożom ropy naftowej.

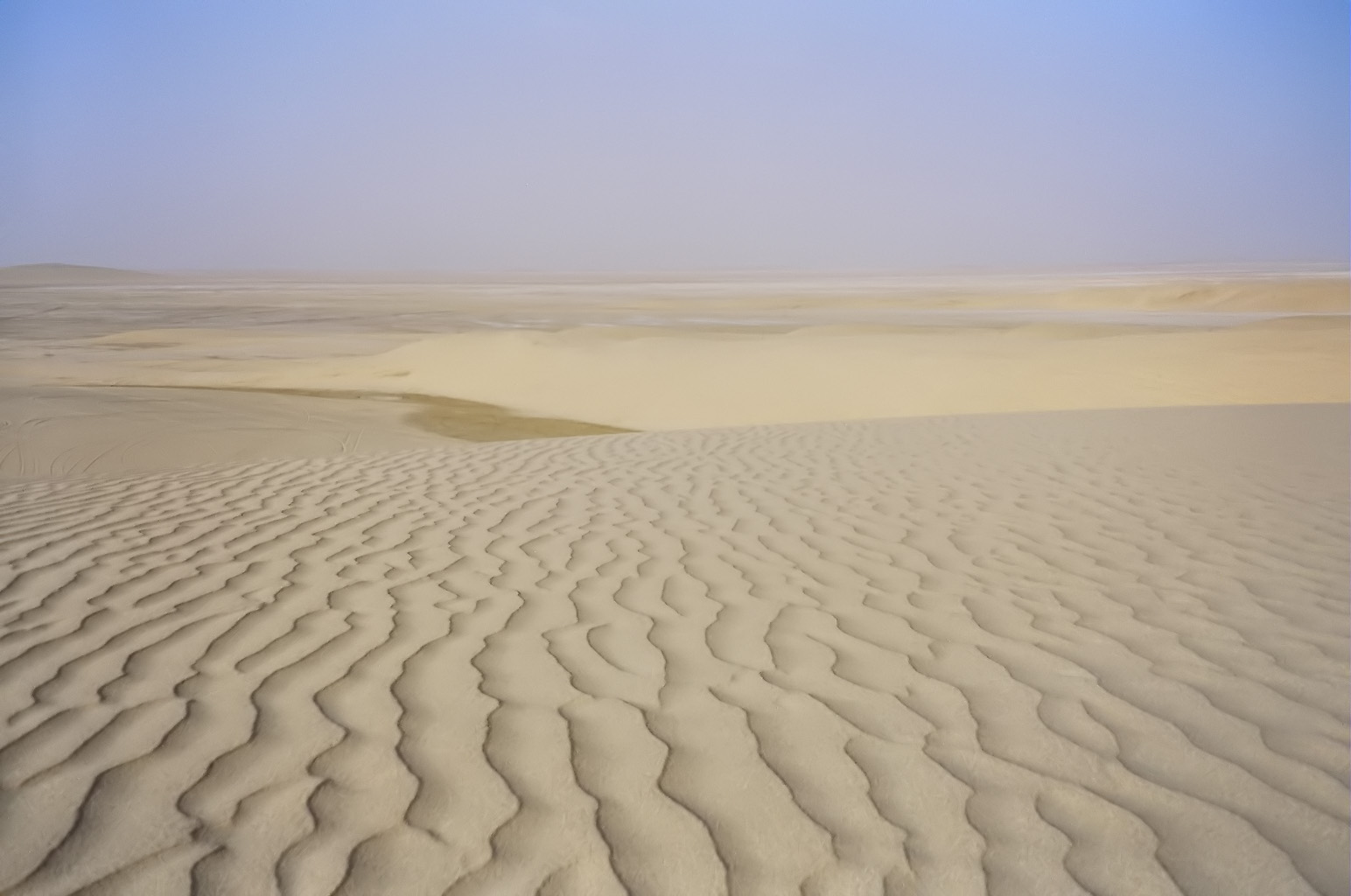
Pustynny krajobraz Kataru

## Gleby
Na terenie kraju występują jedynie pustynne gatunki glebowe, charakteryzujące się niewielką miąższością i brakiem lub niskim poziomem żyzności. Występują głównie yermosole, a miejscami w rejonie solnisk na południowym zachodzie – gleby słone zwane sołonczakami. W niektórych miejscach pokrywa glebowa nie występuje w ogóle, a zamiast niej podłoże przykryte jest piaszczystymi wydmami.

## Flora
Roślinność Kataru jest bardzo uboga, a w wielu miejscach nie występuje w ogóle. Szatę roślinną reprezentują kserofity i roślinność efemeryczna. Charakterystyczny elementem krajobrazu są małe krzewy i krzewinki min. gatunki tamaryndowce. Poza nimi występują głównie rośliny kolczaste. Miejscami rosną także, palmy, lecz te w głównej mierze zostały posadzone przez człowieka, przede wszystkim w miastach. Tam oprócz palm istnieje wszelkiej maści zieleń miejska rosnąca i pielęgnowana przez człowieka. W wielu miejscach szata roślinna nie występuje w ogóle. Miejsca te to przede wszystkim pustynne wydmy. W wodach okalających Katar rosną rafy koralowe.

## Fauna
Katar należy do tak zwanej Krainy Etiopskiej. Świat zwierząt jest ubogi i typowy dla arabskich krańców owej krainy. Fauna składa się z gatunków pustynnych. Należą do nich: ariel, gazela Lodera, oryks arabski i wiele gatunków gryzoni. Do ssaków drapieżnych należą gepard, szakal złocisty i karakal. Do głównych gatunków ptaków w Katarze, należy ptactwo morskie. Charakterystycznymi zwierzętami pustyni są gady, a zwłaszcza jaszczurki, które są w kraju stosunkowo liczne.